# ジョン・ムーア＝ブラバゾン
初代ブラバゾン・オブ・タラ男爵、ジョン・セオドア・カスバート・ムーア＝ブラバゾン（英語: John Theodore Cuthbert Moore-Brabazon, 1st Baron Brabazon of Tara, GBE, MC, PC、1884年2月8日 - 1964年5月17日）はイギリスの航空のパイオニアであり、保守党の政治家である。イギリス人としてイギリス国内で最初に飛行を行ったパイロットであり、第二次世界大戦中に輸送大臣と航空機生産大臣を務めた。戦後の民間輸送機の開発の方針を諮問したブラバゾン報告書で知られる。

## 生涯
ロンドンで生まれた。父はアーサー・ヘンリー・ムーア＝ブラバゾン陸軍中佐、母はエマ・ソフィア。ハーロー校を経てケンブリッジ大学のトリニティ・カレッジに学んだが、在学中から無償で、チャールズ・ロールズのもとでメカニックとして働き、自動車レースに参加したため卒業することはなかった。1907年にミネルバでアルデンヌのレースで優勝した。
1908年にフランスで、ヴォワザン複葉機で飛行を学び、1909年5月2日に王立飛行クラブが作ったイギリスのシェピー島、Muswell Manorの飛行場で飛行を行い、イギリス国内で公式の飛行を行った最初のイギリス人となった。
1909年10月30日、ショート兄弟の製作した飛行機で1マイルを越える周回飛行を行い、デイリー・メール新聞社の賞金を獲得した。11月4日に（イギリスの慣用句をからかって）「豚も飛べる」ことを証明するために、飛行機にくくりつけたバスケットに子豚をいれて飛行した。飛行機で動物を運んだ最初の飛行であると思われる。そのほかに、ショートの作ったガス気球で、チャールズ・ロールズとともにイギリス製の気球の最初の飛行を行った。
1910年3月8日に王立飛行クラブが発行するライセンスの第1号を取得し、車のナンバーもFLY 1をつけた。4ヶ月後、友人のチャールズ・ロールズが飛行機事故で死んだ後、家族の説得で飛行するのをやめた。
第一次世界大戦が始まると、飛行を再開し、イギリス陸軍航空隊に参加した。西部戦線で航空写真と偵察飛行の技術の開発に重要な役割をはたした。1918年4月1日に陸軍航空隊と海軍航空隊が統合され、イギリス空軍ができると空軍の参謀となった。戦争の終了時には中佐となり、ミリタリー・クロスとフランスからレジオンドヌール勲章を受勲した。
保守党の議員となり、ウィンストン・チャーチルの戦時内閣に参加し、1940年10月に輸送大臣(Minister of Transport)に任じられ、枢密院に参加し、1941年5月、航空機の生産を統括する閣僚となったが、1942年にドイツとソビエトが戦争で互いに壊滅することを望む発言をして辞任することになった。1943年に、大戦後のイギリス航空産業の開発について計画するブラバゾン委員会の委員長を務めた。巨人旅客機ブリストル ブラバゾンの開発に努め、ブリストル ブラバゾンは1949年9月4日に初飛行した。
イギリス飛行クラブの会長や王立研究所の総裁などを務めた。